# Gastrectasia
Con il termine gastrectasia ci si riferisce ad un aumento di dimensioni, una dilatazione spesso acuta dello stomaco, il quale va incontro ad un improvviso aumento della sua capacità volumetrica.

## Etimologia
Il termine deriva dal greco gaster, che significa stomaco, e da éctasis, che significa distensione.

## Storia
La gastrectasia fu descritta per la prima volta nel 1833 da S.E. Dupley. Da allora in letteratura medica ricorrono diverse segnalazioni e descrizioni e si confrontano diverse teorie patogenetiche. Nel 1842, Karl Freiherr von Rokitansky descrive la sindrome della arteria mesenterica superiore, talvolta associata a gastrectasia. W. Brinton nel 1859 introduce la teoria della atonia. Infine C.R. Morris introducono il concetto di debilitazione ed anestesia, come principali fattori predisponenti.

## Fisiopatologia
* Teoria dell'aerofagia. Secondo C.R. Morris e collaboratori l'anestesia e la debilitazione che fanno seguito all'intervento chirurgico possono portare ad un rilassamento dello sfintere esofageo superiore con conseguente aerofagia e dilatazione gastrica secondaria.

* Teoria della atonia. Secondo Brinton invece i soggetti con disturbi del comportamento alimentare nei periodi di digiuno e fame si caratterizzano per avere uno stomaco atonico ed atrofico che, sottoposto ad una improvvisa introduzione di ingenti quantità di cibo, si distende oltre misura.

* Teoria della compressione meccanica. La teoria ricalca per certi aspetti l'eziopatogenesi della sindrome della arteria mesenterica superiore proposta da Karl Freiherr von Rokitansky: la dilatazione farebbe seguito alla compressione vascolare del terzo segmento del duodeno.

* Teoria del disturbo funzionale. Secondo altri la gastrectasia acuta sarebbe un disturbo funzionale che si può associare a diversi disordini quali la pancreatite, la calcolosi della cistifellea, l'ulcera peptica, l'appendicite ed altre patologie flogistiche.
Alla radice della gastrectasia con ogni probabilità vi è una alterazione riflessa dell'innervazione dell'organo e della sua tonicità che conducono alla dilatazione delle sue pareti. La muscolatura del viscere diviene dapprima ipotonica, quindi francamente atonica e l'organo vede affievolirsi o perde completamente i caratteristici movimenti peristaltici.
La mucosa diviene congesta, i gas e le secrezioni gastriche aumentano in quantità fino a riempire completamente lo stomaco determinando un insopportabile senso di tensione epigastrica.

Lo stomaco diviene perciò estremamente disteso e nell'addome viene ad occupare un'ampia regione che può andare dal diaframma al bacino e da fianco a fianco. In tale situazione è possibile che si verifichi una grave compressione e dislocazione a carico di tutti gli organi addominali, dell'aorta e delle vene mesenteriche.

Il reservoir gastrico è ben conosciuto per la ricchezza della sua rete vascolare che in genere lo protegge da eventi ischemici quando si verifica una significativa distensione dello stomaco. È per questo motivo che la distensione gastrica raramente conduce alla necrosi dello stomaco. Quest'ultima eventualità si può verificare solo nelle distensioni massive, allorché la pressione che distende lo stomaco oltrepassa determinati valori (circa 20 cm di H2O) e determina l'insufficienza del flusso vascolare intramurario.

In quest'ultimo caso la gastrectasia conduce allora quasi invariabilmente alla necrosi gastrica con o senza evoluzione verso la perforazione, la quale richiede un trattamento di emergenza.

## Epidemiologia
Il disturbo si può verificare in ogni fascia d'età: nei giovani prevale la causa traumatica, nell'anziano gli ostacoli meccanici allo svuotamento.
L'incidenza aumenta con l'età, con circa il 50% dei casi nel soggetto anziano di età superiore ai 70 anni.

## Cause
Le cause della gastrectasia possono essere molteplici.
- Traumi dell'addome[2][8]
- Chirurgia addominale[9]
- Coliche addominali
- Ernia ombelicale[10]
- Parto recente
- Anoressia nervosa,[11][12] bulimia nervosa,[13][14][15] disturbi del comportamento alimentare[4][16]
- Polifagia psicogena
- Eccessiva introduzione di cibo o liquidi[17][18]
- Diabete mellito[1]
- Pancreatite acuta[5]
- Ostacolo meccanico allo svuotamento del viscere
  - Tumori
  - Stenosi del piloro[19]
  - Briglie aderenziali
- Volvolo gastrico
- Sindrome dell'arteria mesenterica superiore.[20][21][22][23]
- Disturbi elettrolitici
- Farmaci (azatioprina ed altri)

In molti casi non è ragionevolmente possibile attribuire la gastrectomia ad una singola causa.

## Segni e sintomi
Senso di tensione ed oppressione epigastrica

Malessere generale

Nausea

Rumori di guazzamento nei quadranti superiori dell'addome

Tachicardia

Pallore cutaneo

Ipotensione arteriosa

Sudorazione algida

Eruttazioni frequenti

Vomito di liquidi gastrici e cibo indigerito

## Diagnosi
La diagnosi si basa sulla raccolta anamnestica dei sintomi denunciati dal paziente e sui segni fisici che si rendono evidenti nell'esecuzione dell'esame obiettivo.

A completamento è possibile ricorrere anche ad esami strumentali quali l'esecuzione di una radiografia addominale, una ecotomografia dell'addome od una gastroscopia.

La tomografia computerizzata dell'addome permette di porre la diagnosi di certezza, sia della dilatazione che della necrosi gastrica.

## Diagnosi differenziale
- Tromboembolia polmonare
- Dissecazione aorta addominale

## Complicanze
- Emorragia gastrica
- Necrosi gastrica
- Perforazione gastrica
- Ileo prolungato
- Polmonite ab ingestis

## Trattamento
Molti casi di gastrectasia si risolvono con il semplice posizionamento di un sondino nasogastrico decompressivo.

In molti altri casi la gastrectasia richiede un intervento chirurgico al fine di prevenire la possibile evoluzione verso la necrosi e la perforazione.

Va ricordato che una diagnosi precoce seguita da un pronto intervento di decompressione gastrica, nella fase in cui si sta instaurando l'ischemia della parete del viscere e la necrosi della mucosa, può evitare una laparotomia non necessaria.